# Fat Albert Rotunda
Albums de Herbie Hancock
The Prisoner
(1969) Mwandishi
(1970)
Fat Albert Rotunda est le huitième album du jazzman Herbie Hancock. Il est sorti en 1969.
C'était la première sortie de Hancock pour Warner Bros. Records après son départ de Blue Note Records. La musique a été initialement composée pour l'émission spéciale Hey, Hey, Hey, It's Fat Albert, qui a ensuite inspiré l'émission télévisée Fat Albert et Cosby Kids. Fat Albert Rotunda et les deux albums qui l'ont suivi, Mwandishi et Crossings, ont été réédités en un seul set sous le nom de Mwandishi: The Complete Warner Bros. Recordings en 1994 et sous le nom de The Warner Bros. Years (1969-1972) en 2014.

## Titres
Toutes les compositions sont de Herbie Hancock.
| No | Titre                   | Durée |
| -- | ----------------------- | ----- |
| 1. | Wiggle-Waggle           | 5:51  |
| 2. | Fat Mama                | 3:49  |
| 3. | Tell Me a Bedtime Story | 5:01  |
| 4. | Oh! Oh! Here He Comes   | 4:08  |
| 5. | Jessica                 | 4:13  |
| 6. | Fat Albert Rotunda      | 6:29  |
| 7. | Lil' Brother            | 4:26  |

## Musiciens
- Herbie Hancock — piano, piano électrique
- Joe Henderson — saxophone ténor, flûte, flûte alto
- Garnett Brown — trombone
- Johnny Coles — trompette, bugle
- Buster Williams — basse électrique et acoustique
- Albert "Tootie" Heath — batterie
- Joe Newman, Ernie Royal — trompettes (morceaux 1 et 7, non créditées dans la version originale du LP)
- Joe Farrell — saxophones ténor et alto (morceaux 1 et 7, non crédité dans la version originale du LP)
- Art Clarke - saxophone baryton (morceaux 1 et 7, non crédité dans la version originale du LP)
- Benny Powell - trombone (morceaux 1 et 7, non crédité dans la version originale du LP)
- Eric Gale, Billy Butler - guitare (morceaux 1 et 7, non créditées dans la version originale du LP)
- Jerry Jemmott - basse électrique (morceaux 1 et 7, non créditées dans la version originale du LP)
- Bernard Purdie - batterie (morceaux 1 et 7, non créditées dans la version originale du LP)